# Headsprung
Headsprung è un singolo del rapper statunitense LL Cool J, primo estratto dall'album The DEFinition. È stato prodotto non solo da LL Cool J, ma anche da Timbaland e Eric "NY" Nicks.

## Informazioni
La canzone ha riscosso abbastanza successo: ha raggiunto la posizione n.16 nella Billboard Hot 100, la n.7 nella Hot R&B/Hip-Hop Songs e la n.4 nella Hot Rap Tracks. Nel Regno Unito si è classificata alla 25ª posizione.
Il testo è stato scritto dallo stesso LL Cool J.

## Videoclip
Nel videoclip, LL Cool J rappa sulla pista da ballo di una rumorosa discoteca (qua Timbaland fa delle brevi apparizioni) e vede una ragazza la quale, il giorno prima, mentre lui era in città gli era passata più volte davanti, e col cui padre, sempre il giorno prima, il rapper aveva giocato d'azzardo anche in compagnia di altre persone. Il video termina sulla note di "Feel the Beat", altra traccia presente nell'album.

## Tracce
LATO A:
1. Headsprung (Radio Mix)
2. Headsprung (Instrumental)
3. Headsprung (Acapella)

LATO B:
1. Feel The Beat (Radio Mix)
2. Feel The Beat (Instrumental)
3. Feel The Beat (Acapella)

## Posizioni in classifica
| Chart (2004)                          | Posizione massima |
| ------------------------------------- | ----------------- |
| Billboard Hot 100 (Stati Uniti)       | 16                |
| Billboard Hot R&B/Hip-Hop Songs (USA) | 7                 |
| Billboard Hot Rap Tracks (USA)        | 4                 |
| Billboard Hot Ringtones (USA)         | 11                |
| Swiss Singles Top 100 (Svizzera)      | 20                |
| Official Singles Chart (UK)           | 25                |
| Irish Singles Chart (Irlanda)         | 42                |
| Germany Singles Top 100 (Germania)    | 80                |